# Roberto Torres (cantante)
Roberto Torres (Güines, Cuba; 10 de febrero de 1940), también conocido como El Caminante, es un músico, compositor, cantante y productor cubano que ha desarrollado su carrera en los Estados Unidos. Comenzó a cantar a los 18 años en 1956, y en 1959 se mudó a Miami. Fue miembro de La Sonora Matancera durante tres años, antes de empezar a dirigir sus propios grupos. Es conocido principalmente por su "charanga vallenata", como denomina él a un género creado como combinación de la charanga cubana y el vallenato colombiano. Su mayor éxito fue su versión de "Caballo viejo", canción del venezolano Simón Díaz. En 1979, fundó los sellos discográficos Guajiro Records y SAR Records. En 1999, realizó una importante contribución, junto a Arturo Sandoval, Rosendo Rosell, Celia Cruz y el musicólogo Eloy Crespo al documental Son sabrosón: antesala de la salsa.[cita requerida]

## Biografía
Nacido en Güines en 1940, su inclinación por la música surge desde la adolescencia. En 1956, debuta como cantante y hace sus primeras apariciones como parte del Conjunto Universal de Malena del Sur y de la Orquesta Swing Casino. Al igual que muchos otros artistas cubanos, Torres abandona la isla a raíz de la victoria de la revolución de 1959. Viaja a Miami y luego a Nueva York, donde se radica definitivamente. Allí organiza la Charanga Broadway en 1962, junto al flautista cubano Eddy Zervigón y sus hermanos Rudy y Kelvin, con los que graba ocho álbumes dentro de las firmas Gema, Musicor y Tico, entre 1964 y 1968. En 1969, se integra a la Sonora Matancera, hoy el más famoso conjunto de música cubana, con la que estuvo tres años como corista, pero nunca tuvo la oportunidad de aparecer como solista. También formó parte de la orquesta de José Antonio Fajardo.[cita requerida]
En 1972, graba como vocalista principal de la orquesta Latin Dimension, de Mike Martínez. Un año después, inicia su carrera como solista, y graba varios LP de gran calidad durante los siete años siguientes, todos bajo el sello Salsoul. Entre éstos, se encuentran: El castigador (1973), De nuevo, Roberto Torres y Sus Caminantes, Está en buenas manos, El duro del guaguancó y también el álbum Juntos (1974), en el cual colaboró el trompetista cubano Alfredo "Chocolate" Armenteros. En El castigador, se incluye el tema "El caminante", que pasaría a ser su apodo.[cita requerida]
Torres funda el sello SAR Records junto a Sergio Bofill y Adriano García, localizado en Nueva York; la sigla está compuesta por la primera letra del nombre de cada fundador. Este sello produjo y grabó varios álbumes, en muchos de los cuales Roberto hizo los coros, tocó las claves, las maracas y el güiro, y realizó la mezcla. El primer trabajo musical grabado con este sello se llamó El rey del montuno, el cual sólo contó con tres temas: "Cuento mi vida", "El carretero" y "Cienfuegos", pero logró vender 30 mil copias en África. Los siguientes tres años, Torres produjo más de 50 LP con SAR, entre los que se incluyen: Recuerda a Portabales (con canciones asociadas al cantante y compositor cubano Guillermo Portabales), Presenta: Ritmo de estrellas, Recuerda al Trío Matamoros (con canciones del repertorio de este trío cubano) y Charanga colonial.[cita requerida]
Roberto hizo honor a la música de su país y a los grandes representantes de su folclor musical. Realizó grabaciones de temas cubanos grabados anteriormente, y también producciones musicales en honor a personajes como Beny Moré, el Trío Matamoros, Abelardo Barroso y el compositor puertorriqueño Rafael Hernández Marín. También revivió ritmos como la guajira, la guaracha, el son cubano y el montuno. Por todo esto, Roberto Torres lideró, junto a su sello SAR, a inicios de los 80, un renacimiento de la música típica cubana, que trascendía de lo tradicional.[cita requerida]
El recorrido artístico de Torres también incluye la realización de producciones musicales para muchísimos artistas y agrupaciones, entre los que se incluyen el vocalista Ramón Quian "Monguito", Mario Muñoz Salazar "Papaíto", Charanga De La 4, Alfredo "Chocolate" Armenteros, el Conjunto Crema, Linda Leida, Henry Fiol, Alfredo de la Fe y Miguel Quintana.[cita requerida]
Entre 1980 y 1982, Torres lanza su charanga vallenata, una colección de tres LP donde mezcla elementos del vallenato colombiano con la música cubana del formato de charanga, con los que alcanzó gran éxito y grabó varios álbumes con nuevas versiones de temas colombianos. Los temas contaron con la ejecución del acordeón propio del vallenato, a manos de Jesús Hernández. Al volumen 2 de esta colección pertenece el éxito "Caballo viejo". Con la participación del colombiano Humberto Corredor, Torres creó un ritmo que algunos denominan "vallenato en ritmo de salsa" o "salsa vallenata", y se convirtió en el difusor número uno de este ritmo en Latinoamérica.[cita requerida]
Llevándose a SAR con él, Torres se muda a Miami, donde lanza Corazón de pueblo ('84) y Elegantemente criollo ('86). Luego de 1982, muchos grupos bajo el sello SAR se cambian a Caimán Records, formado en 1983 por Bofill y Humberto Corredor, y otros a Laslos Records, formado en 1984. Torres continuó lanzando álbumes como solistas y realizando otros proyectos para SAR, que para el año 2000 ya se encontraba fuera de Miami.[cita requerida]
El 2 de junio de 2011, la comunidad cubana-estadounidense de Union City, Nueva Jersey, honró a Torres con una estrella en el Paseo de la Fama en la Plaza Celia Cruz.